# Condado del Jarama
El condado del Jarama fue un título nobiliario español creado por Francisco Franco el 1 de abril de 1950, con carácter póstumo, a favor de Joaquín García-Morato y Castaño, teniente coronel de la Aviación Nacional.
El título fue suprimido el 21 de octubre de 2022 tras la entrada en vigor de la Ley de Memoria Democrática.

## Denominación
La denominación del título es en memoria de la Batalla del Jarama, junto al río del mismo nombre, sucedida entre 6 y 27 de febrero de 1937, cuando García-Morato y su patrulla de 3 aviones cruzaron las líneas y se enfrentaron a más de 30 aviones republicanos. Ante la hazaña, los pilotos italianos desobedecieron las órdenes de sus superiores y cruzaron las líneas en apoyo de García-Morato y sus dos compañeros. La aviación republicana se retiró, y ese combate supuso el final de la indiscutida la primacía de la Aviación republicana hasta el final de la Guerra Civil Española.

## Carta de otorgamiento
El título nobiliario se le otorgó: 

...don Joaquín García Morato, Teniente Coronel de Aviación, que en todos los frentes de batalla y de modo destacado en el del Jarama, logró la superioridad de las alas españolas.
Decreto de 1 de abril de 1950. Publicado en el BOE el mismo día.

## Condes del Jarama
| Orden                         | Titular                           | Periodo                       |
| Creación por Francisco Franco | Creación por Francisco Franco     | Creación por Francisco Franco |
| ----------------------------- | --------------------------------- | ----------------------------- |
| I                             | Joaquín García-Morato y Castaño   | 1950 (título póstumo)         |
| II                            | María José García-Morato y Gálvez | 1955-2022                     |

## Historia de los condes del Jarama

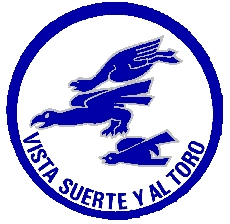
Emblema de la Patrulla Azul, creada por el I conde del Jarama, Joaquín García-Morato y Castaño.

- Joaquín García-Morato y Castaño (1904-1939), I conde del Jarama, aviador, máximo as de la aviación hasta la fecha, teniente coronel de la Aviación Nacional, laureado con la Cruz Laureada de San Fernando, creador de la Patrulla Azul.

Casó con María del Carmen Gálvez y Moll, hija del Dr. José Gálvez Ginachero, alcalde de Málaga (1923-1926), presidente del Colegio de Médicos de Málaga, actualmente en proceso de beatificación, y de su esposa María Moll Sampelayo, con quien tuvo cuatro hijas. Le sucedió, por carta de fecha 18 de febrero de 1955, su hija mayor:
- María José García-Morato y Gálvez, II condesa del Jarama.[7] Último titular.

Casó el 12 de octubre de 1955 con Miguel de Larrea Santa Cruz, doctor ingeniero de minas.